# Blackburn Rovers FC
Blackburn Rovers  je angleški profesionalni klub,, ustanovljen 1875, iz pokrajine Lancashire na severozahodu Anglije. Bili je bil trikrat prvak angleške lige, od tega enkrat v ligi Premier. Osvojili so še šest pokalov FA, en ligaški pokal in en FA Community Shield

## Spletne povezave
- Blackburn Rovers uradna stran
- Blackburn Rovers News – Sky Sports
- Predloga:BBC Football Info
- Zgodovina Blackburn Rovers: 1875–1914 Arhivirano 2008-10-20 na Wayback Machine.
- Blackburn Rovers – Premierleague.com Arhivirano 2008-05-11 na Wayback Machine.
- Blackburn Rovers ekipne novice na strani Carling Arhivirano 2009-05-16 na Wayback Machine.